# Ozeblin
Ozeblin (v srbské cyrilici Озеблин) je nejvyšší vrchol pohoří Plješevica v Chorvatsku. Nachází se v regionu Dalmácie, v záhoří, u hranici s Bosnou a Hercegovinou. Jeho nadmořská výška činí 1657 m n. m.
Hora se nachází ve středu masivu na hranici opčin Udbina a Donji Lapac. Nedaleko jsou také hory Runjavac (1589 m), Crni Vrh (1604 m) a Rudi Lisac (1608 m). Název Ozeblin pochází pravděpodobně od slova ozepšti, neboli vyhasnout.[zdroj?]
Vrchol Ozeblinu je zatravněný, svahy jsou zalesněné modříny, jedlemi a buky. Na vrchol nevede žádná turistická trasa. Na vrcholu se nachází velká odrazová plocha, která v minulosti sloužila pro potřeby televizního a rozhlasového vysílání.